# لیل رل هاوری
لیل رل هاوری (به انگلیسی: Lil Rel Howery) (زاده ۱۷ دسامبر ۱۹۷۹) بازیگر و استندآپ کمدین آمریکایی است.
از کارهای معروف او می‌توان به بازی در فیلم دوستان همسفر اشاره کرد.

## فیلم‌شناسی
فهرست برخی از فیلم‌هایی که لیل رل هاوری در آن‌ها به ایفای نقش پرداخته‌است:
- برو بیرون (۲۰۱۷)
- تگ (۲۰۱۸)
- عمو درو (۲۰۱۸)
- جعبه پرنده (۲۰۱۸)
- پسران خوب(۲۰۱۹)
- فیلم پرندگان خشمگین ۲(۲۰۱۹)
- عکس (۲۰۲۰)
- یهودا و مسیح سیاه (۲۰۲۱)
- سفر بد (۲۰۲۱)
- پدرانه (۲۰۲۱)
- هرج‌ومرج فضایی: میراث جدید (۲۰۲۱)
- گای آزاد (۲۰۲۱)
- دوستان تعطیلات(۲۰۲۱)
- قهرمانان ملی(۲۰۲۱)
- آب عمیق (۲۰۲۲)
- شانس (۲۰۲۲)
- قانون‌شکنان(۲۰۲۳)
- دوستان تعطیلات ۲(۲۰۲۳)
- هارولد و مداد رنگی بنفش(۲۰۲۴)